# Haunted Harbor
Haunted Harbor é um seriado estadunidense de 1944, gênero aventura, dirigido por Spencer Gordon Bennet e Wallace Grissell, em 15 capítulos, estrelado por Kane Richmond, Kay Aldridge e Roy Barcroft. Foi produzido e distribuído pela Republic Pictures, e veiculou nos cinemas estadunidenses a partir de 26 de agosto de 1944.
O seriado foi basedo no livro “Haunted Harbor”, de Ewart Adamson, e foi relançado em 1951, sob o novo título 'Pirates' Harbor'.

## Sinopse
Um capitão de navio prestes a ser enforcado por um assassinato que não cometeu é resgatado da forca por dois de seus tripulantes. Eles se dirigem para a ilha de Pulinan, onde acreditam que o real assassino, ex-sócio do capitão, está se escondendo, para assim o capitão pode limpar seu nome. Ao longo do percurso, vários acontecimentos se sucedem.

## Elenco
- Kane Richmond … Jim Marsden
- Kay Aldridge … Patricia Harding
- Roy Barcroft … Carter (ou Kane)
- Clancy Cooper … Yank
- Marshall Reed … Tommy
- Oscar O'Shea … John Galbraith
- Forrest Taylor … Dr Oliver Harding
- Hal Taliaferro … Lawson

## Produção
Haunted Harbor foi baseado no livro de Ewart Adamson (escrito sob o nome Dayle Douglas). O livro de 256 páginas foi publicado pela Mystery House de Nova Iorque em 12 de junho de 1943 e foi comprado, por 1000, para este seriado em 6 de dezembro de 1943 pela Republic Pictures. Este foi o último seriado da Republic que foi adaptação. Os seriados que se seguiram foram materiais originais escritos pelos roteiristas do estúdio.
O seriado foi orçado em $170,099, porém seu custo final foi $207,856.
Foi filmado entre 14 de abril e 18 de maio de 1944, e foi a produção número 1395.
Nenhum outro seriado sobre selva foi produzido pela Republic por nove anos depois de Haunted Harbor.
Esta foi a primeira vez que o roteirista Ronald Davidson foi produtor do filme. Seu primeiro crédito como escritor de roteiros foi em 1937, no seriado da Republic The Painted Stallion.

## Lançamento
O seriado foi relançado em 26 de setembro de 1951, sob o novo título Pirates' Harbor, entre Government Agents vs Phantom Legion e Radar Men from the Moon. Começou aí um padrão de relançamento de seriados antigos, entre os novos, que durou até que o último seriado da Republic fosse lançado, em 1955.

## Recepção crítica
Cline escreve que esta "história de selva-mistério-mar-horror inclui todos os truques de cliffhanger que a Republic conseguiu reunir".

## Capítulos
1. Wanted for Murder (25min 1s)
2. Flight to Danger (15min 33s)
3. Ladder of Death (15min 33s)
4. The Unknown Assassin (15min 33s)
5. Harbor of Horror (15min 33s)
6. Return of the Fugitive (15min 32s)
7. Journey into Peril (15min 34s)
8. Wings of Doom (15min 33s)
9. Death's Door (15min 33s)
10. Crimson Sacrifice (15min 33s)
11. Jungle Jeopardy (15min 33s)
12. Fire Trap (15min 34s)
13. Monsters of the Deep (15min 34s)
14. High Voltage (15min 34s)
15. Crucible of Justice (15min 33s)

Fonte: